# مسجد ساعي البحر
جامع ساعى البحر ، هو أحد المساجد التي انشئت في عصر الدولة الايوبية في مصر ، يقع بشارع ساعى البحر بمصر القديمة.

## وصفه
عبارة عن مسجد صغير يتكون من مستطيل به أربعة صفوف من الأعمدة الرخامية القديمة، يعلوها سقف مسطح. وفي الجانب الشرقي منه توجد القبلة، وفي الركن الجنوبي منه يوجد ضريح الشيخ محمد ساعى البحر و أخيه جعفر.
والمدخل الرئيسى للمسجد يقع في الواجهة الجنوبية التي يعلوها مئذنة المسجد ويبدو من طراز المئذنة التي تشبه المسلة أن الجامع قد جدد وأعيد بناؤه في العصر العثمانى.

## وصلات خارجية
- آثار القاهرة الإسلامية نسخة محفوظة 31 مايو 2014 على موقع واي باك مشين.